# Torri di Quartesolo
Torri di Quartesolo es un municipio italiano de 10.981 habitantes de la provincia de Vicenza (región de Véneto). 

## Demografía
| Gráfica de evolución demográfica de Torri di Quartesolo entre 1861 y 2001 |
|                                                                           |
| fuente ISTAT - elaboración gráfica a cargo de Wikipedia                   |